# Hamburger do Gomez
Hamburguer do Gomez é o que acredita-se ser uma estrela jovem cercada por um disco protoplanetário. Foi inicialmente identificada como uma nebulosa planetária, e sua distância foi estimada de ser aproximadamente de 6.500 anos-luz de distância da Terra.  Entretanto, resultados recentes sugerem que este objeto é uma estrela jovem cercada por um disco protoplanetário, a uma distância de aproximadamente 900 anos-luz de distância.
Foi descoberto em 1985 em fotografias do céu obtidas por Arturo Gomez, da equipe técnica de suporte do Observatório de Cerro Tololo, próximo a Vicuña, Chile. As fotos sugeriam que houvesse uma faixa escura através do objeto, mas sua estrutura exata era difícil de determinar por causa da turbulência atmosférica que embaraça todas as imagens produzidas a partir do solo. A estrela mesmo possui uma temperatura de superfície de aproximadamente 10.000 K.
Os "pães" são luz refletindo em poeira, e a "carne" é a faixa escura de poeira no meio.